# カントリー・ストロング
『カントリー・ストロング』（原題：Country Strong）は、2010年のアメリカのカントリー・ミュージックを題材としたドラマ映画。当初の題名は『Love Don’t Let Me Down 』であった。グウィネス・パルトロー、ティム・マグロウ、ギャレット・ヘドランド、レイトン・ミースターが主演し、アメリカの映画製作者のシェナ・フェステが監督および脚本を務めた。精神的に不安定なカントリー・スターが復活しようとする物語である。2010年11月8日にテネシー州ナッシュビルでプレミア上映され、2011年1月7日に全米公開された。日本ではビデオスルーとして、2011年8月24日にDVDが発売された。2004年の『プライド 栄光への絆』以来マグロウとヘドランドにとって2回目の共演であった。

## ストーリー
アルコール依存症のリハビリ施設で働くボウ(ギャレット・ヘドランド)がリハビリ中のカントリー・スターであるケリー(グウィネス・パルトロー)と共に歌っている。ボウは彼女にとても気に入られており、ケリーはプロデューサーのジェイムス(ティム・マグロウ)と結婚しているがボウと不倫をしている。彼女のイメージ回復のために3ヶ所のツアー公演を行なうことを理由にジェイムスはケリーを1ヶ月早く退院させる。彼女はボウを前座に出演させることを条件にするが、ジェイムスはすでにスターを夢見るミスコン出身者のチャイルズ(レイトン・ミースター)を前座にすべくライヴを観に行く 予定であった。
ナッシュビルのザ・ステージでのチャイルズの演奏の日、チャイルズと以前からの知り合いであったボウは、チャイルズをケリーのツアーに同行させたくないため「カントリー・バービー」とからかい動揺させる。チャイルズは舞台であがって歌えなくなり、失敗に終わりそうになる。そこにボウがガース・ブルックスの『Friends in Low Places 』を歌いながら飛び入り参加して2人で歌い、これにより自信がついたチャールズは1人でも歌えるようになる。ジェイムスはチャイルズを助けたボウの演奏に感銘を受け、ボウとチャイルズの両方に前座をオファーする。ジェイムスはボウとチャイルズのデュエットを提案するが、ボウはこれを断る。しかしボウはケリーが心配なためツアーに同行することに同意する。
1回目の公演の前、ケリーは匿名の者からのプレゼントを開けると血まみれの赤ちゃん人形と「赤ちゃん殺人者」とのメモが入っていた。以前、ケリーはテキサス州ダラスでの公演中にステージから落ちて流産し、リハビリを受けることになったのである。当時妊娠5ヶ月だったのだが、舞台から落ちて病院に運ばれた時に測った血中アルコール濃度は0.19であった。ケリーは動揺して飲酒し、コンサート出演を拒否しようとするが、ジェイムスに舞台に連れていかれる。彼女は『Country Strong 』を歌おうとするが、途中でやめてしまう。別の曲『A Fighter 』を歌おうとするがまた途中で歌えなくなり、ジェイムスに舞台から降ろされてコンサートは中止となる。記者会見で、24時間営業のスシを食べて食中毒になったためコンサートを中止にしてしまったとして次のコンサートには復活すると語る。
ボウはケリーとの関係を解消し、ツアーごとに名声が上がってきているチャイルズと共に過ごそうとする。ボウは当初の敵対心をなくし、チャイルズとの絆は強くなっていく。彼女は彼の曲『Give in to Me 』のコーラスを書き上げる。
ボウはケリーの状態が悪くなってきていることでジェイムスと口論となる。ジェイムスはケリーはきっと良くなると信じており、ツアーを中止することができない。ボウはこれに反対し、ケリーとの関係をジェイムスにほのめかす。激怒したジェイムスはボウに殴り掛かり、部屋を出て行く。
テキサス州オースティンでの公演前、ケリーは酔っ払って舞台に上がることができない。前座に出演中のボウとチャイルズは『Give in to Me 』を初めてデュエットする。ケリーのエージェントのJJはツアーをキャンセルしようとするが、ケリーに迫られ続行することとなる。ボウはこれを目撃し、ケリーに失望する。この夜、ボウはチャイルズと初めて結ばれ、ボウはチャイルズへの想いを明かす。
ダラスにてボウはチャイルズに彼女がずっと欲しがっていた星型のイヤリングを贈り、カリフォルニア州に一緒に引っ越してほしいと語る。チャイルズはすぐに同意するが、すぐに意を返し考えるて時間が欲しいと告げる。
2人はケリーの前座で演奏し、しらふで準備万端のケリーは『Country Strong 』、『Shake That Thing 』、『Coming Home 』を含む全ての曲を完璧に歌い上げた。コンサートが終わるとすぐにジェイムスとJJはケリーの明るい未来について話し合いを始める。その夜ケリーは処方薬物の過剰摂取による自殺で亡くなる。ボウへの遺書には彼が以前話した「愛と名声は同時に得ることはできない」という言葉の他に、彼に愛を選ぶようにとアドバイスが書かれていた。ボウは彼女のアドバイスを受け、ケリーの葬式後カリフォルニアへ向かった。
カリフォルニアのバーで歌っているボウのもとに星型のイヤリングをつけたチャイルズが登場する。2人は共に書き上げた『Give in to Me 』を共に歌う。

## キャスト
- ケリー・カンター：グウィネス・パルトロー
- ジェームズ・カンター：ティム・マグロウ
- ボー・ハットン：ギャレット・ヘドランド
- チャイルズ・スタントン：レイトン・ミースター
- ウイニー：マーシャル・チャップマン
- ケリーのバンドメンバー：ジム・ロウダーデイル
- J.J.：ジェレミー・チャイルズ

## プロダクション
2009年11月、1,500万ドルの予算でプロット版製作が始まった。フェステは『カントリー・ストロング』の脚本執筆中、トビー・マグワイアの娘の子守をしていた。彼のリクエストにより、執筆中の脚本を見せたところ、映画の共同プロデュースをすることになった。脚本は実在のカントリー・スターを思い浮かべて執筆された。
ギャレット・ヘドランドはそれまで音楽の経験がなかったためギターのレッスンを受けた。彼は「脚本を読んだ時、これに参加したくてギターを弾くようになった。弾いている時の手の吹き替えをするつもりもなかったし、別の2つの方向から撮影しなければならないから」と語った。グウィネス・パルトローもギターのレッスンを受けた。彼女はケリーのアルコール依存症について理解するのが大変で、ロバート・ダウニー・Jrの依存症の過去を参考にした。インタビューでフェステはポップ歌手ブリトニー・スピアーズをケリーのモデルにしたと語った。
2010年1月初頭から3月第1週にテネシー州ナッシュビルで主だった撮影が行われた。ライマン公会堂、ユニオン駅、ベル・ミード・プランテーション、マウント・オリヴェット墓地、ナッシュビル・ミュニシパル・オーディトリアム、テネシー・パフォーミング・アーツ・センターのアンドリュー・ジャクソン・ホールなどがロケ地となった。ナッシュビルの他、テネシー州ディカーブ郡リバティでも撮影が行われた。

## 公開
2010年10月8日、カントリーの中心地で主な撮影が行われたテネシー州ナッシュビルの、グリーンヒルズにある映画館でプレミア上映会が行われた。出演者のグウィネス・パルトロー、ティム・マグロウ、ギャレット・ヘドランド、レイトン・ミースターの他、マグロウの妻でカントリー歌手のフェイス・ヒル、カントリー歌手のマルティナ・マクブライド、ラスカル・フラッツのジェイ・デマーカスなどが出席した。2010年12月14日、カリフォルニア州ビバリーヒルズの映画芸術科学アカデミーで公式上映が行なわれた。ティム・マグロウ、グウィネス・パルトロー、レイトン・ミースター、ギャレット・ヘドランドの他、ハリウッド界、カントリー界から多くのスターが出席した。2011年1月7日、全米公開された。

## 評判

### 批評
Rotten Tomatoesでは129人中22%が高評価をつけ、平均点数は10点満点中4.4であった。パルトローは自身の演技に自信を持っていた。全体的に、出演者は全力を尽くしておりパルトローはうまく歌っていたが、お決まりでありながら多くのお粗末な台詞で、支離滅裂な脚本であるとされた。Metacriticでは100点満点中45点で、賛否両論または可もなく不可もない感想であった。

### 興行収入
2011年1月7日に全米公開され、750万ドルをあげ、週のランキングでは第6位であった。最終的に2,050万ドルをあげ、1,500万ドルの製作費を超えた。

### ホーム・メディア
2011年4月12日、DVDとブルーレイが発売された。サウンドトラック、未公開映像、ミュージック・ビデオ、オリジナルのエンディングの他、出演者、作曲者、衣装についての映像も含まれている。

### 受賞歴
| 賞                               | 授賞式年月日   | 部門                       | ノミネート                                                                | 結果       |
| -------------------------------- | -------------- | -------------------------- | ------------------------------------------------------------------------- | ---------- |
| 第83回アカデミー賞               | 2011年2月27日  | 歌曲賞                     | 『Coming Home 』 トム・ダグラス、ヒラリー・リンジー、トロイ・ヴァージェス | ノミネート |
| 第68回ゴールデングローブ賞       | 2011年1月16日  | 主題歌賞                   | 『Coming Home 』                                                          | ノミネート |
| 第15回サテライト賞               | 2010年12月19日 | 主題歌賞                   | 『Country Strong 』 ジェニファー・ハンソン、グウィネス・パルトロー        | ノミネート |
| 第14回ラスベガス映画批評家協会賞 | 2010年12月16日 | 主題歌賞                   | 『Country Strong 』                                                       | ノミネート |
| 2010年デンバー映画批評家協会賞   | 2011年1月21日  | 歌曲賞                     | 『Me and Tennessee 』                                                     | ノミネート |
| ゴールデン・リール賞             | 2011年2月20日  | 編集賞: 音楽映画の音楽部門 |                                                                           | 受賞       |
| ティーン・チョイス・アワード     | 2011年8月7日   | ドラマ女優賞               | レイトン・ミースター                                                      | ノミネート |

## 音楽
2010年8月23日、パルトローが歌った主題歌『Country Strong 』がシングルとしてカントリー・ラジオでリリースされた。カントリー・アーティストのサラ・エヴァンズのシングル『A Little Bit Stronger 』がサウンドトラックとして使用され、2010年9月、シングルとしてリリースされ、エヴァンズの6枚目のアルバム『Stronger 』にも収録された。どちらのシングルもRCAナッシュビルからのリリースであった。2010年10月26日、サウンドトラックは『ビルボード』誌のカントリー・アルバム・チャートで初登場第16位となった。2011年1月の公開後、第2位まで上り詰め、総合チャートでも第6位となった。
映画のサントラはマイケル・ブルックが作曲した。ボブ・ディピエロ、トム・ダグラス、ヒラリー・リンジー、トロイ・ヴァージェスが作曲し、グウィネス・パルトローが歌った『Coming Home 』は第68回ゴールデングローブ賞主題歌賞、第83回アカデミー賞歌曲賞にノミネートされたが、どちらも受賞を逃した。